# Alec Soth
Alec William Soth (Minneapolis, 1969), més conegut com a Alec Soth, és un fotògraf estatunidenc establert a Minneapolis. És reconegut per dur a terme projectes de gran envergadura sobre els Estats Units d'Amèrica.
Membre de ple dret de l'Agència Magnum des de l'any 2008, Alec Soth gaudeix en l'actualitat de prestigi internacional i les seves fotografies formen part de col·leccions públiques i privades, entre les quals s'hi inclouen les del Museu d'Art Modern de Nova York, el Museu d'Art Modern de San Francisco, el Museu de Belles Arts de Houston, el Minneapolis Institute of Art o el Walker Art Center.
El treball d'Alec Soth ha estat editat en diversos llibres, publicats tant per grans editorials com pel seu propi segell, Little Brown Mushroom. Les seves principals publicacions són Sleeping by the Mississippi, Niagara, Broken Manual, Songbook i I Know How Furiously Your Heart Is Beating.